# Karacs János
Karacs János (Püspökladány, 1766. ? – Nagyrév, 1825. október 2.) református lelkész, Karacs Ferenc rézmetsző bátyja.

## Élete
Karacs János és Makay Sára gyermekeként született Püspökladányban. Debrecenben tanult, ahol 1781. április 20.-án lépett a felső osztályokba; 1788-ban Békésen volt rektor. A lelkészi pályára készülvén, külföldön a göttingeni és 1792 tavaszán a jénai egyetem látogatója volt. Hazatérve, Igaron, azután Földesen, végre 1797-től Nagyréven volt pap, 1825-ben bekövetkezett haláláig.

## Munkái
1. A szent gyülekezettel templomban mondandó három heti könyörgések, elő és berekesztő rövid fohászkodásokkal együtt, melyek az Isten dicsőítése mellett egyszersmind az embert némely vallásbeli főbb igazságokra, a szép virtusokra, Isten, maga felebarátja iránt tartozó kötelességeire is tanítják. Ezekhez járulnak betegekért, szárazság idején való három három könyörgések és még az úr asztalánál való agenda. Buda, 1808.
2. Halhatatlan halandó, vagy oly elmélkedés, mely a testére nézve halandó embert elhiteti, bizonyossá teszi a felől, hogy ő az-az, az ő lelke halhatatlan. Pest, 1818. (Kézirata a Magyar Nemzeti Múzeum kézirati osztályában.)